# Hish, Syria
Hish (tiếng Ả Rập: حيش, cũng đánh vần là Heish hoặc Heesh) là một thị trấn ở phía tây bắc Syria, một phần hành chính của huyện Ma'arrat al-Numan của Tỉnh Idlib. Theo Cục Thống kê Trung ương Syria, Hish có dân số 8.817 trong cuộc điều tra dân số năm 2004. Đây là trung tâm hành chính của Phân khu Hish, bao gồm 18 địa phương với dân số kết hợp là 41.231 vào năm 2004. Cư dân của nó chủ yếu là người Hồi giáo Sunni.
Các địa phương lân cận bao gồm Kafr Nabl, Hass, Kafr Ruma và Maarrat al-Numan ở phía bắc, Babulin và al-Tah ở phía đông, Kafr Sajnah ở phía tây và Khan Shaykhun ở phía nam. Hish là một thôn nhỏ vào những năm 1960.